# Bisdom Altoona-Johnstown
Het bisdom Altoona-Johnstown (Latijn: Dioecesis Altunensis-Johnstoniensis) is een rooms-katholiek bisdom met als zetels Altoona en Johnstown, in de Amerikaanse staat Pennsylvania. Het bisdom is suffragaan aan het aartsbisdom Philadelphia. 

## Geschiedenis
Het bisdom werd opgericht op 30 mei 1901, als het bisdom Altoona, uit delen van de bisdommen Harrisburg en Pittsburgh. Op 9 oktober 1957 veranderde het van naam naar bisdom Altoona-Johnstown. 

## Parochies
Het bisdom had in 2022 een oppervlakte van 17.279 km2 en telde 636.000 inwoners waarvan 11,4% rooms-katholiek was.

## Bisschoppen
- Eugene Augustine Garvey (31 mei 1901 - 22 oktober 1920)
- John Joseph McCort (22 oktober 1920 - 21 april 1936; coadjutor sinds 27 januari 1920)
- Richard Thomas Guilfoyle (8 augustus 1936 - 10 juni 1957)
- Howard Joseph Carroll (5 december 1957 - 21 maart 1960)
- Joseph Carroll McCormick (25 juni 1960 - 4 maart 1966)
- James John Hogan (23 mei 1966 - 17 oktober 1986)
- Joseph Victor Adamec (12 maart 1987 - 14 januari 2011)
- Mark Leonard Bartchak (14 januari 2011 - heden)

## Galerij van afbeeldingen

Wapen van het bisdom
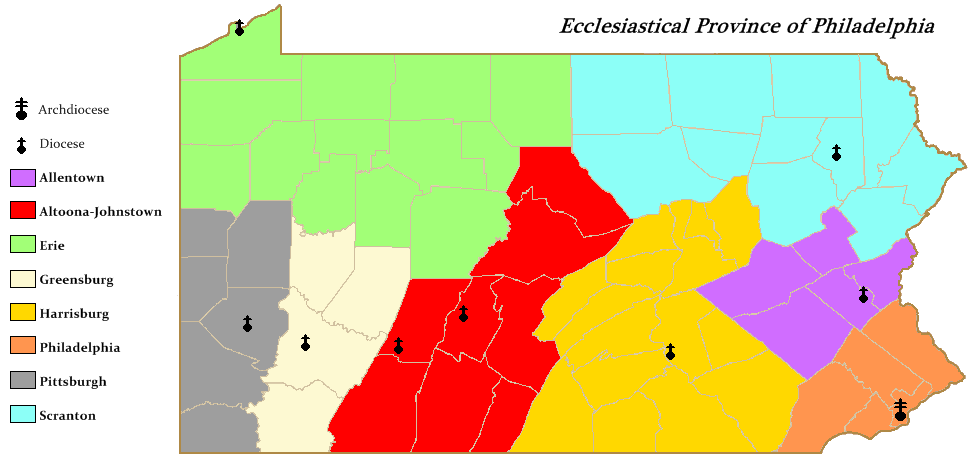
Kerkprovincie met aartsbisdom en suffragane bisdommen
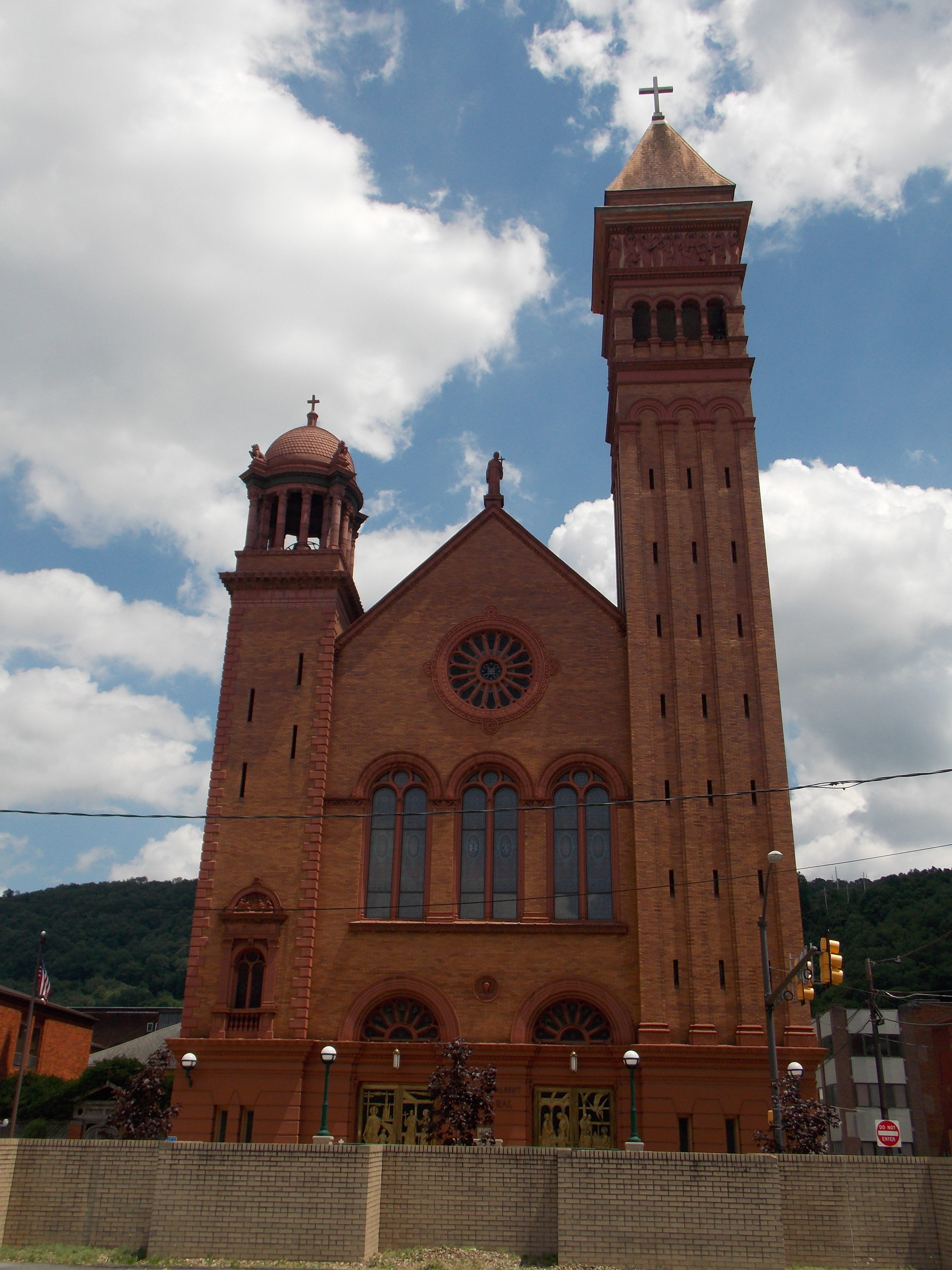
Saint John Gualbert Co-Cathedral in Johnstown
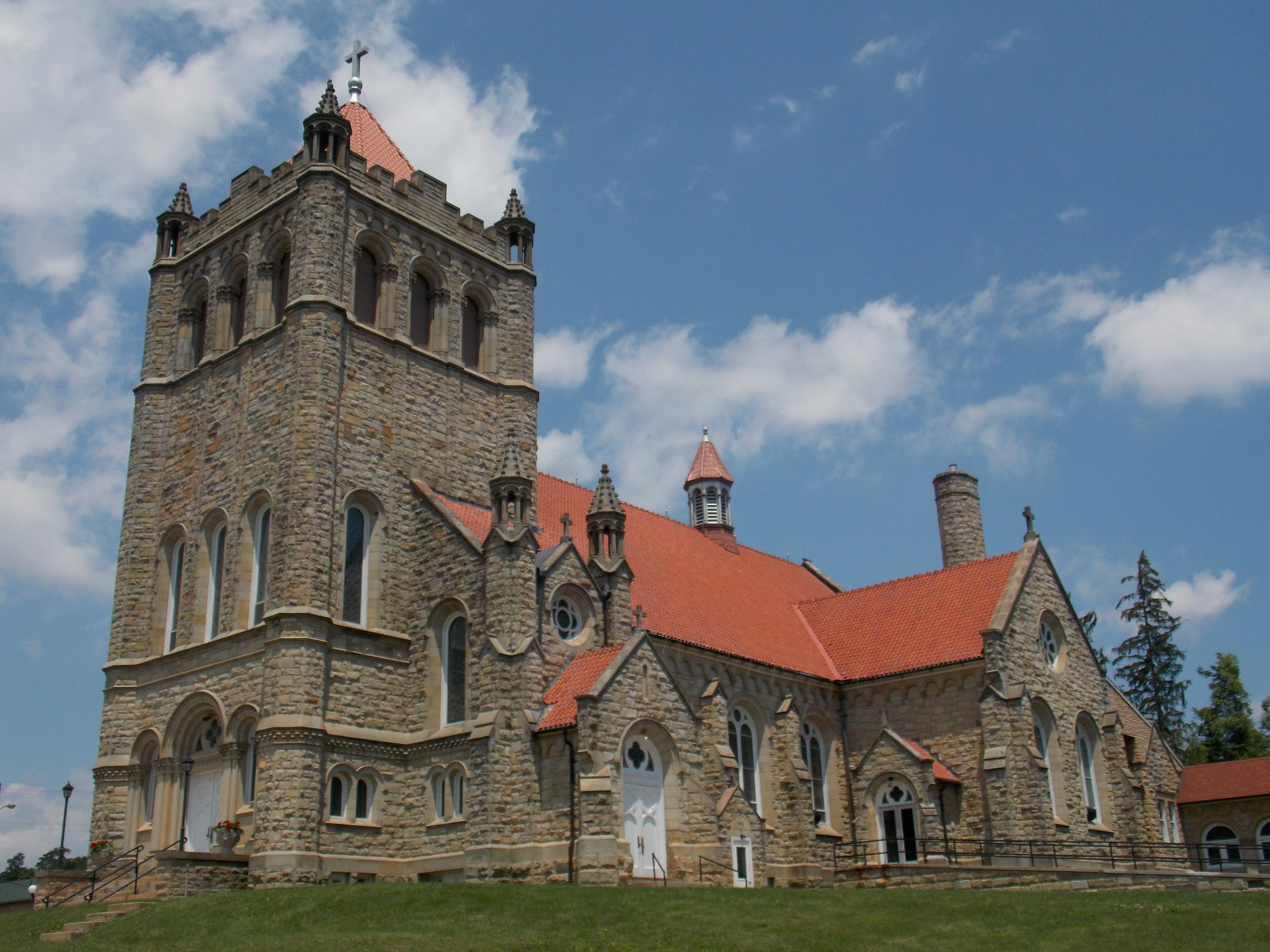
Basilica of Saint Michael the Archangel in Loretto

Philadelphia (aartsbisdom) · Allentown · Altoona-Johnstown · Erie · Greensburg · Harrisburg · Pittsburgh · Scranton
Voormalig: Allegheny